# نادیا ملیتی
نادیا ملیتی (انگلیسی: Nadia Melliti؛ زادهٔ ۲۰۰۱ یا ۲۰۰۲) بازیگر اهل فرانسه است. او با بازی در فیلم خواهر کوچک (۲۰۲۵) به کارگردانی حفصیه حرزی، نخستین تجربهٔ بازیگری خود را انجام داد و برای این نقش، جایزه بهترین بازیگر زن جشنواره فیلم کن را دریافت کرد.

## اوایل زندگی
ملیتی از سوی مادرش اصالتی الجزایری دارد و به زبان عربی مسلط است. او پیش از ورود به عرصهٔ بازیگری، فوتبالیست بود و در دانشگاه سوربن شمالی در رشته علوم و تکنیک‌های فعالیت‌های بدنی و ورزشی (STAPS) تحصیل کرده است.

## حرفه
در حالی که ملیتی هنوز دانشجو بود و هیچ تجربه‌ای در بازیگری نداشت، توسط یک کارگردان انتخاب بازیگر در خیابان‌های پاریس کشف شد. در سال ۲۰۲۵، او برای نخستین بار در فیلم درام خواهر کوچک به کارگردانی حفصیه حرزی، که در جشنواره فیلم کن ۲۰۲۵ به نمایش درآمد، بازی کرد. این نقش با تحسین گسترده منتقدان مواجه شد و او جایزه بهترین بازیگر زن جشنواره فیلم کن را از آن خود کرد.